# شرکت ملی انرژی ابوظبی
شرکت ملی انرژی ابوظبی (به عربی: شرکة أبوظبی الوطنیة للطاقة) یا خلاصه‌شده طاقة (به انگلیسی: Abu Dhabi National Energy Company) شرکت خوشه‌ای انرژی اماراتی است، که در زمینه تولید نفت خام و گاز طبیعی، تولید برق و انتقال برق، تصفیه آب و تولید آب آشامیدنی فعالیت می‌کند.
شرکت ملی انرژی ابوظبی در سال ۲۰۰۵ تأسیس شد و در حال حاضر دارای عملیات در کشورهای کانادا، غنا، هند، مراکش، عربستان سعودی، عراق، عمان، هلند، بریتانیا و ایالات متحده آمریکا می‌باشد.
دفتر مرکزی این شرکت در شهر ابوظبی، امارات متحده عربی قرار دارد و بخشی از سهام آن در بازار بورس ابوظبی معامله می‌شود.